# Nožed
Nožed je od leta 1997 samostojno naselje v  Slovenski Istri, ki upravno spada pod Občino Izola.
Del naselja sta zaselka Fičurji in Bonini, s starimi sklopi domačij. Leta 1173 se pojavlja v listinah ime za izvir aqvarium Noxedi, po katerem je tekla meja fevda Albucan, od leta 1225 pa meja med občinama Izola in Piran. Nožed je leta 2020 je imel 72 prebivalcev.
Z vrha Nožeda je čudovit razgled na Sečoveljske soline. Krajevni praznik je kuzmuva, ki jo organizirajo na velikonočni ponedeljek.